# Hakon Ahlberg
Hakon Ahlberg (10. juni 1891 i Laholm – 12. marts 1984 i Stockholm) var en svensk arkitekt, redaktør og forfatter. I 1936 tog han initiativ til og var indtil 1944 første formand for Sveriges Arkitekters Riksförbund (SAR). Hans bedst kendte arkitektarbejde var i forbindelse med reparationen og restaureringen af Gripsholm Slot ved Mariefred i det centrale Sverige.
Ahlberg læste til arkitekt ved Kungliga Tekniska Högskolan, hvor han afsluttede sine studier i 1914. Fra 1914 til 1917 læste han på Kungliga Akademien för de fria konsterna, hvor en af hans mest indflydelsesrige lærere var Ivar Tengbom.
Han var kendt som deltager i arkitekturdebatten i Sverige. I 1973 fik Ahlberg den prestigefyldte Alvar Aalto-medalje.
Han blev også tildelt Akademisk Arkitektforenings æresmedaille, Kommandør af Dannebrogordenen og medlem af Det Kongelige Akademi for de Skønne Kunster.

## Udvalgte arbejder
- Brännkyrka församlingshus, Liljeholmen i Stockholm (1920-25)
- Diakonianstaltens kirke i Stora Sköndal, Stockholm (1927)
- Frimurarebarnhuset, Blackeberg, Stockholm (1928-30)
- LO's skole og Brunnsviks folkhögskola, Ludvika (1928-50)
- Mälarhöjdens kirke, Stockholm (1929)
- Sankt Olofs sygehus, Visby (1933-36)
- Smalhusområdet Abessinien i Hjorthagen, Stockholm. Motalavägen m.fl. (1934-35)
- Medborgerhus og kunsthal i Falun (1935-36)
- Malmbergets kirke (1945)
- Hovrätten för västra Sverige, Göteborg (1945-48)
- Børneklinikken ved det daværende Rikshospitalet, Oslo, Norge (1946-50)
- Universitetssygehuset i Maracaibo, Venezuela (1946-54)
- Birgittas sygehus i Vadstena (1950-60)
- Prins Bertils villa i Tylösand (1953-54)
- Hallandsgården, Hallands Nations studenterhjem i Lund (1953-54)
- Teater og Folkets hus i Falun (1954-56)
- Stadshypotekskassans hus, Norrmalmstorg, Stockholm
- Landskapsmuseum i Falun (1960)
- Kapel i Domsjö
- Sankt Hans kirke i Lund (1970)
- Vilunda kirke i Upplands Väsby (1974)